# Antonie Strassmann
Antonie Strassmann (1901-1952) foi uma atriz de palco e aviadora alemã. Ela emigrou para os Estados Unidos e trabalhou como consultora de aviação antes da Segunda Guerra Mundial.